# Marial
Marial az Amerikai Egyesült Államok északnyugati részén, Oregon állam Curry megyéjében elhelyezkedő önkormányzat nélküli település.
Névadója az 1903-ban megnyílt posta vezetőjének lánya, Marial Billings.
A közeli fogadó is a Marial nevet viseli. A Rogue-völgyi Természetvédelmi Területet 1978-ban alapították. A Rogue River Ranch szerepel a történelmi helyek jegyzékében.

## Története
Miután az 1850-es évekbeli Rogue-völgyi háború lezárásaként az indiánokat kitelepítették a régióból, a karok indián nőkkel házasodott egykori aranyásók érkeztek a helyükre. 1883-ban Elijah H. Price javasolta egy tizenegy családot kiszolgáló postahajójárat indítását; 1895-ben a posta beleegyezett az egyéves próbaidőszakba. Price feladata volt biztosítani, hogy a járat minden héten végighaladjon.
Agness postahivatala 1897-ben nyílt meg. A gyors sodrású víz miatt a küldeményeket kezdetben Illahe és Marial között, később pedig Agness irányába is ló- vagy öszvérháton kézbesítették. Az 1954-ben bezárt mariali hivatal volt az ország utolsó olyan postája, ahol a küldeményeket kizárólag haszonállatokkal kézbesítették.

## Fordítás
- Ez a szócikk részben vagy egészben  a   Marial, Oregon című angol Wikipédia-szócikk ezen változatának fordításán alapul.  Az eredeti cikk szerkesztőit annak laptörténete sorolja fel. Ez a jelzés csupán a megfogalmazás eredetét és a szerzői jogokat jelzi, nem szolgál a cikkben szereplő információk forrásmegjelöléseként.